# 拉蒙安火山
拉蒙安火山是印度尼西亞的火山，位於爪哇島東部，由東爪哇省負責管轄，海拔高度1,651米，附近有約60個火山渣錐和27個直徑150至700米的低平火山口，東部和西部的低平火山口成為火山湖，最近一次爆發在1898年。
7°58′44″S 113°20′31″E / 7.979°S 113.342°E